# 戊巴比妥
戊巴比妥（Pentobarbital、Pentobarbitone）是一种在1928年被合成出来短效巴比妥类药物。以游离酸或钠盐的形式成药。游离酸形式的戊巴比妥微溶于水和乙醇。
此药的商品名为耐波他（Nembutal）。

## 用途
早期當作安眠藥使用，因為副作用過大已經停止使用，現多用於安樂死，例如瑞士的安樂死即使用此藥物。美國聯邦監獄死刑注射藥物。

## 已批准的用途
戊巴比妥是一种美国食品药品监督管理局批准使用的人用药物，可在癫痫发作时和手术前的镇静剂使用。也被批准作为一种短效的催眠药物使用。

## 未经批准的用途/未标识的用途
用于缓解雷尔氏综合征或创伤性脑损伤所引起的颅内压升高。

## 兽药
戊巴比妥钠在兽药中作为动物用麻醉剂，既可单独使用，也可与苯妥英结合使用。

## 安乐死药物
被用于协助自杀（physician-assisted suicide），在美国的俄勒冈州、德州、瑞士、荷兰和澳大利亞的北领地都允许使用它来执行安乐死。

## 注射死刑用药物
在美国的某些州被批准用于注射死刑。

## 化学合成方法
合成方法与异戊巴比妥的方法相似。唯一的不同在于是通过2-溴戊烷，而非1-溴-3-甲基丁烷与α-乙基丙二酸酯发生烷基化反应得到产物。